# Erich Kästner
Emil Erich Kästner (Dresda, 23 febbraio 1899 – Monaco di Baviera, 29 luglio 1974) è stato uno scrittore, giornalista, critico teatrale, poeta, drammaturgo e sceneggiatore tedesco. È conosciuto soprattutto in virtù dei suoi libri per ragazzi.

## Biografia

### Dresda 1899–1919
Figlio di Emil Richard Kästner, sellaio e di Ida Amalia Augustin, domestica poi parrucchiera, Kästner crebbe nella Königsbrücker Straße nella periferia di Dresda. Il rapporto con la madre fu molto intenso anche in età adulta: quando Kästner risiedeva a Berlino e a Lipsia le scriveva quasi ogni giorno una lettera o una cartolina; nei suoi romanzi il tema della madre è molto presente. Kästner raccontò poi la sua infanzia nella sua autobiografia Als ich ein kleiner Junge war(it: Quand'ero ragazzo)
Nel 1913 inizia a studiare per diventare insegnante ma lascia la scuola nel 1916 poco prima di terminarne gli studi. Nel 1914 scoppia la prima guerra mondiale che, come Kästner scrisse, ‘fece finire la mia gioventù’. Kästner fu arruolato nel 1917 in una compagnia militare di artiglieria. La durezza dell'addestramento e le brutalità della guerra lo segnarono profondamente, anche fisicamente e lo fecero diventare antimilitarista. Alla fine della guerra Kästner ritornò alla scuola e ne ottenne il diploma, l'Abitur.

### Lipsia 1919–1927

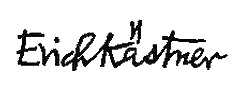
Firma di Erich Kästner

Nell'autunno del 1919 si iscrive all'Università di Lipsia e studia storia, filosofia, lingua tedesca, letteratura e teatro. Si mantiene agli studi facendo diversi lavori. Fa anche il giornalista e il critico teatrale per il prestigioso quotidiano Neue Leipziger Zeitung. Nel 1925 ottiene il suo diploma con una tesi su Federico il Grande e la letteratura tedesca. Nel 1927 pubblica il poema erotico Abendlied des Kammervirtuosen con illustrazioni di Erich Olsen e viene licenziato dal quotidiano. Nel 1927 si trasferisce a Berlino anche se continua a scrivere per Neue Leipziger Zeitung con lo pseudonimo di Berthold Bürger (cittadino Berthold) come corrispondente. In seguito utilizzerà diversi pseudonimi: Melchior Kurtz, Peter Flint, Robert Neuner.

### Berlino 1927-1933
Gli anni berlinesi di Kästner dal 1927 alla fine della Repubblica di Weimar nel 1933 furono i più produttivi. Egli diviene uno dei più importanti intellettuali di Berlino. Pubblicò poesie, articoli e recensioni nei più importanti periodici. Fu collaboratore e critico teatrale al quotidiano «Die Weltbühne». Inoltre scrisse sui quotidiani Berliner Tageblatt e «Vossische Zeitung». Nell'opera omnia di Kästner pubblicata in Germania nel 1998 redatta da Hans Sarkowicz e Franz Josef Görtz, sono elencati più di 350 articoli dal 1923 al 1933 ma il numero potrebbe essere maggiore. Molto andò perso quando la casa di Kästner fu distrutta durante un bombardamento nel febbraio 1944.
Nel 1928 Kästner pubblica il suo primo libro Herz auf Taille, una raccolta di poesie degli anni di Lipsia. Questa raccolta di Gebrauchslyrik (poesie per l'uso quotidiano) fece di lui un esponente di primo piano del movimento Neue Sachlichkeit (Nuova Oggettività), che utilizzando uno stile sobrio, distante e oggettivo faceva satira sulla società contemporanea. Fecero parte di questo movimento: Joseph Roth, Hermann Hesse, Hermann Kesten, Carl Zuckmayer, Erich Maria Remarque, Thomas Mann e Heinrich Mann.
Nell'autunno del 1929 pubblica Emil und die Detektive (Emilio e i detectives, traduzione italiana di Lavinia Mazzucchetti), suo primo libro per ragazzi e tuttora il più conosciuto della sua opera. Edith Jacobsen, editrice e proprietaria della casa editrice «Weltbühnen-Verlag» gli suggerì la storia di detective. Furono venduti più di due milioni di copie e fu tradotto in 59 lingue. Era una novità, nel panorama della letteratura per l'infanzia, una storia realisticamente ambientata nella città di Berlino. Le illustrazioni del libro furono disegnate da Walter Trier e contribuirono in parte al successo del libro.
Kästner scrisse in seguito altri libri per ragazzi dello stesso tipo: nel 1931 Pünktchen und Anton (Antonio e Virgoletta); nel 1933 Das fliegende Klassenzimmer (La classe volante); e il seguito di Emil und die Detektive nel 1934, Emil und die Drei Zwillinge (Emilio e i tre gemelli), tutti illustrati da Walter Trier. Questi romanzi furono tradotti in Italia da Lavinia Mazzucchetti.
Nel 1931 il regista Gerhard Lamprecht porta sullo schermo Emil und die Detektive. Il film fu un gran successo ma la sceneggiatura non piacque a Kästner. In seguito lavorò proprio come sceneggiatore negli studi cinematografici di Babelsberg, situati vicino a Berlino.
Nel 1931 Kästner pubblica Fabian, die Geschichte eines Moralisten (Fabian, storia di un moralista, tradotto in italiano da Carlo Coardi nel 1933). La storia è ambientata nella Berlino della fine degli anni venti e gli inizi degli anni trenta, anni in cui la Repubblica di Weimar incomincia a disgregarsi e appare non lontano l'incubo del Nazismo. Nel romanzo il protagonista vive la vita dissoluta e sfrenata della Berlino di quegli anni. Dopo la morte del suo migliore amico ed essere stato abbandonato dall'amata, lascia la città e si rifugia in un villaggio. Qui tenta di salvare un ragazzo caduto in uno stagno e annega invece lui. Fabian fugge perché non è riuscito a salvare il suo amico e in fondo nemmeno se stesso.
Dal 1927 al 1929 Kästner abita in Prager Straße nel distretto berlinese di Wilmersdorf. Dal 1929 al 1944 visse invece in Rocherstraße 16 nel distretto berlinese di Charlottenburg.

### Berlino 1933-1945
Kästner era un pacifista e fu un oppositore al regime nazista, ma rimase in Germania quando i nazisti conquistarono il potere nel gennaio 1933. Poco tempo dopo fece un viaggio a Merano ed in Svizzera, dove incontrò degli scrittori esiliati. Non gli piaceva l'idea dell'esilio, e ritornò a Berlino. Voleva raccontare quegli anni e poteva farlo meglio da là, disse, anche se forse Kästner non voleva abbandonare la madre. Nel suo epigramma Risposta necessaria a questioni superflue (Notwendige Antwort auf überflüssige Fragen) in Kurz und bündig egli spiega la sua posizione:
| Ich bin ein Deutscher aus Dresden in Sachsen Mich läßt die Heimat nicht fort. Ich bin wie ein Baum, der – in Deutschland gewachsen – wenn's sein muß, in Deutschland verdorrt. | Sono un tedesco di Dresda in Sassonia il mio paese non mi lascia partire. Sono come un albero che è nato in Germania e che, se necessario, si seccherà in Germania. |

Kästner fu arrestato e interrogato parecchie volte dalla Gestapo. I suoi libri furono bruciati dai nazisti perché "contrari allo spirito tedesco" nel 1933 ed egli stesso ne fu testimone. Fu escluso dalla Reichsschrifttumskammer (Camera degli scrittori del Reich), controllata dai Nazisti, per "attitudine culturale bolscevica dei suoi scritti fino al 1933". Questa esclusione era di fatto un'interdizione a pubblicare nel Terzo Reich. Così Kästner fu costretto a pubblicare in Svizzera dei romanzi apolitici e di intrattenimento, come il romanzo Drei Männer im Schnee (traduzione italiana Tre uomini sulla neve).
Sotto lo pseudonimo di Berthold Bürger partecipò alla scrittura della sceneggiatura del film Il barone di Münchhausen (Münchhausen), prodotto per celebrare i 25 anni dello studio UFA di Berlino nel 1943. Il film, interamente a colori, è un'avventura fantastica che doveva sollevare il morale nella difficile situazione. Il film uscì dopo la sconfitta di Stalingrado, e doveva far divertire il pubblico, per fargli dimenticare la drammatica realtà quotidiana.
All'inizio del 1945 Kästner riuscì a fuggire da Berlino prima dell'arrivo dei Sovietici, rifugiandosi a Mayrhofen in Tirolo, dove rimase fino alla fine della guerra. Di questo periodo scrisse un diario, pubblicato nel 1961 con il titolo Notabene 45.

### Monaco 1945-1974
Dopo la fine della seconda guerra mondiale Kästner si trasferì a Monaco di Baviera. Lavorò come redattore culturale al quotidiano «Neue Zeitung» e pubblicò il periodico per ragazzi Pinguin. Fu anche attivo nel cabaret letterario, nella produzione di «Schaubude» (1945 - 1948) e «Die kleine Freiheit» (dopo il 1951). Lavorò anche per la radio. In questi anni Kästner scrisse numerose opere sul Nazionalsocialismo, la seconda guerra mondiale e alla difficile situazione della Germania del dopoguerra. Alcuni di questi sono: Marschlied 1945; il Deutsche Ringelspiel e il libro per ragazzi Die Konferenz der Tiere (La conferenza degli animali).
L'ottimismo di Kästner dei primi anni del dopoguerra cede il posto alla delusione in un periodo in cui popolo della Germania Occidentale tenta di ritornare alla normalità mentre le riforme economiche dei primi anni cinquanta portano il conseguente boom economico chiamato Wirtschaftswunder (miracolo economico). È anche il periodo in cui inizia la guerra fredda e Kästner, convinto pacifista, non è d'accordo con il cancelliere Adenauer e la sua Realpolitik che rimilitarizza la Germania Occidentale, BRD, nel quadro della NATO contro il blocco sovietico e di conseguenza la Germania dell'Est, la DDR, che formavano il Patto di Varsavia. Kästner fu oratore alle dimostrazioni antimilitariste Oestermarsch che protestavano contro lo spiegamento di armi nucleari nella Germania Occidentale. In seguito manifestò anche contro la guerra del Vietnam.
Kästner pubblicò sempre meno libri, anche per problemi di alcolismo. E non partecipò a nessuno dei movimenti letterari della letteratura della Germania dell'Ovest del dopoguerra. Negli anni cinquanta e sessanta era considerato soprattutto come autore di libri per i ragazzi. Fu solo negli anni settanta, quando i suoi lavori del periodo della Repubblica di Weimar vennero riscoperti che Kästner venne considerato anche un autore di letteratura "seria". Dal suo romanzo Fabian del 1931 fu tratto un film nel 1980.
In questo periodo Kästner ebbe un grande successo. I suoi libri per i ragazzi furono tradotti in numerose lingue. Da parecchi suoi romanzi furono tratti dei film. Ricevette numerosi premi: il «Filmband in Gold» per la miglior sceneggiatura per il film Questi nostri genitori (Das doppelte Lottchen) nel 1951; il premio letterario della città di Monaco nel 1956; il premio Georg Büchner nel 1957; il governo tedesco lo insignì della Bundesverdienstkreuz nel 1959; nel 1960 ricevette il prestigioso premio Hans Christian Andersen e nel 1968 il «Lessing-Ring».
Nel 1951 Kästner fu eletto presidente del Postsecondary Education Network International (PEN International) della Germania Federale e rimase in carica sino al 1961. Nel 1965 ne divenne presidente onorario. Kästner fu anche tra i soci fondatori della Internationale Jugendbibliothek (Biblioteca internazionale dei giovani) di Monaco.
Kästner non si sposò, ma ebbe un figlio nel 1957, Thomas Kästner, per cui scrisse i suoi ultimi due libri per ragazzi Der kleine Mann e Der kleine Mann und die kleine Miss.
Kästner ha letto spesso i suoi lavori. Negli anni venti registrò i suoi poemi. Nei film tratti dai suoi libri è egli stesso il narratore. Registrò per la Deutsche Grammophon poesie, epigrammi, il libro Till Eulenspiegel. Kästner fu narratore anche a teatro e per la radio.
Erich Kästner muore il 29 luglio 1974 all'ospedale Neuperlach di Monaco. Fu sepolto al cimitero San Giorgio (Bogenhausener Friedhof) di Monaco.
A Erich Kästner è intitolato l'asteroide 12318 Kästner.

## Premi
- 1951: Premio del cinema tedesco per la migliore sceneggiatura di Questi nostri genitori
- 1956: Premio Letteratura della città di Monaco di Baviera
- 1957: «Georg-Büchner-Preis»
- 1959: «Großes Bundesverdienstkreuz» (Grande Croce Federale al Merito)
- 1960: «Hans-Christian-Andersen-Medaille» (Premio Hans Christian Andersen)
- 1968: «Lessing Ring», insieme con il «Literaturpreis der deutschen Freimaurer» (premio letterario in lingua tedesca massonica)
- 1969: «Filmband in Gold» per l'eccellente lavoro svolto e di lunga data nel film tedesco
- 1970: Premio Culturale della Città di Monaco di Baviera
- 1974: «Goldene Ehrenmünze» (medaglia d'oro) di Monaco di Baviera

## Opere
| Anno | Titolo tedesco                                                                | Titolo italiano (prima edizione)                                                       | note                          |
| ---- | ----------------------------------------------------------------------------- | -------------------------------------------------------------------------------------- | ----------------------------- |
| 1925 | Die Erwiderung auf Friedrich des Großen Schrift "De la Littérature allemande" |                                                                                        | tesi                          |
| 1928 | Herz auf Taille                                                               |                                                                                        | poesie                        |
| 1929 | Emil und die Detektive                                                        | Emilio e i Detectives: romanzo per ragazzi Bompiani, 1931                              | libro per ragazzi             |
| 1929 | Lärm im Spiegel                                                               |                                                                                        | poesie                        |
| 1929 | Leben in dieser Zeit                                                          |                                                                                        | romanzo                       |
| 1930 | Ein Mann gibt Auskunft                                                        |                                                                                        | poesie                        |
| 1931 | Arthur mit dem langen Arm                                                     |                                                                                        | libro per ragazzi             |
| 1931 | Pünktchen und Anton                                                           | Antonio e virgoletta: Romanzo per ragazzi, Bompiani, 1932                              | libro per ragazzi             |
| 1931 | Fabian. Die Geschichte eines Moralisten                                       | Fabian, storia di un moralista, Bompiani, 1933                                         | romanzo                       |
| 1932 | Das verhexte Telefon                                                          |                                                                                        | libro per ragazzi             |
| 1932 | Der 35. Mai oder Konrad reitet in die Südsee                                  | Il 35 di maggio, ovverosia Corrado cavalca Verso l'Oceano Pacifico, Vallardi, 1937     | libro per ragazzi             |
| 1932 | Gesang zwischen den Stühlen                                                   |                                                                                        | poesie                        |
| 1933 | Das fliegende Klassenzimmer                                                   | La classe volante, Bompiani, 1934                                                      | libro per ragazzi             |
| 1934 | Emil und die Drei Zwillinge                                                   | Emilio e i tre gemelli: Romanzo per ragazzi, Bompiani, 1936                            | libro per ragazzi             |
| 1934 | Das lebenslängliche Kind                                                      |                                                                                        | poesie                        |
| 1934 | Drei Männer im Schnee                                                         | Tre uomini sulla neve, Sperling & Kupfer, 1937                                         | romanzo                       |
| 1935 | Die verschwundene Miniatur                                                    | La miniatura trafugata, Sperling & Kupfer, 1936                                        | romanzo                       |
| 1936 | Dr. Erich Kästners lyrische Hausapotheke                                      |                                                                                        | poesie                        |
| 1936 | Der Zauberlehrling                                                            |                                                                                        | romanzo                       |
| 1938 | Till Eulenspiegel                                                             | Le avventure di Till Eulenspiegel, Arnoldo Mondadori Editore, 1963                     | libro per ragazzi, illustrato |
| 1938 | Georg und die Zwischenfälle o Der kleine Grenzverkehr                         | Avventura a Salisburgo: Diario del signor Giorgio Rentmeister, Sperling & Kupfer, 1938 | romanzo                       |
| 1939 | Die Doppelgänger                                                              |                                                                                        | romanzo                       |
| 1940 | Chauvelin oder Lang lebe der König!                                           |                                                                                        |                               |
| 1940 | Das Haus Erinnerung                                                           |                                                                                        | piece teatrale                |
| 1942 | Münchhausen                                                                   |                                                                                        | scenografia                   |
| 1943 | Zu treuen Händen                                                              |                                                                                        | piece teatrale                |
| 1946 | Bei Durchsicht meiner Bücher                                                  |                                                                                        | poesie                        |
| 1948 | Der tägliche Kram                                                             |                                                                                        | canti e prosa                 |
| 1948 | Kurz und bündig                                                               |                                                                                        | Epigrammi                     |
| 1949 | Das doppelte Lottchen                                                         | Carlottina e Carlottina, Bompiani, 1949                                                | libro per ragazzi             |
| 1949 | Die Konferenz der Tiere                                                       | La conferenza degli animali, Arnoldo Mondadori Editore, 1989                           | libro per ragazzi             |
| 1950 | Der gestiefelte Kater                                                         | Il gatto con gli stivali, Arnoldo Mondadori Editore, 1963                              | libro per ragazzi             |
| 1951 | Des Freiherrn von Münchhausen wunderbare Abenteuer zu Wasser und zu Lande     |                                                                                        | libro per ragazzi             |
| 1951 | Peter Pan                                                                     |                                                                                        | libro per ragazzi             |
| 1952 | Die kleine Freiheit                                                           |                                                                                        | canti e prosa                 |
| 1954 | Die Schildbürger                                                              | La gente di Schilda, Janus, 1985                                                       | libro per ragazzi             |
| 1955 | Die dreizehn Monate                                                           |                                                                                        | poesie                        |
| 1956 | Die Schule der Diktatoren                                                     |                                                                                        | piece teatrale                |
| 1956 | Leben und Taten des scharfsinnigen Ritters Don Quichotte                      |                                                                                        | libro per ragazzi, illustrato |
| 1957 | Als ich ein kleiner Junge war                                                 |                                                                                        |                               |
| 1961 | Gullivers Reisen                                                              |                                                                                        | libro per ragazzi             |
| 1961 | Notabene 45 (Ein Tagebuch)                                                    |                                                                                        | diario                        |
| 1962 | Das Schwein beim Friseur                                                      |                                                                                        | libro per ragazzi             |
| 1963 | Der kleine Mann                                                               | Il piccolo uomo, Bompiani, 1964                                                        | libro per ragazzi             |
| 1967 | Der kleine Mann und die kleine Miss                                           |                                                                                        | libro per ragazzi             |

## Filmografia
- La terribile armata (Emil und die Detektive), regia di Gerhard Lamprecht - storia e sceneggiatura (1931)
- Verwandte sind auch Menschen, regia di Hans Deppe - lavoro teatrale (1940)
- Die verschwundene Miniatur, regia di Carl-Heinz Schroth - romanzo (1954)
- Die verschwundene Miniatur, regia di Vera Loebner - romanzo (1954)
- Kästner und der kleine Dienstag, regia Wolfgang Murnberger -film (2016)

### Ulteriore letture
- Gwendolyn von Ambesser: Schaubudenzauber – Geschichte und Geschichten eines legendären Kabaretts. Edition AV, Lich/Hessen 2006, ISBN 3-936049-68-8.
- Michael Bienert: Kästners Berlin. Literarische Schauplätze. Verlag für Berlin-Brandenburg, Berlin 2014, ISBN 978-3-945256-00-8.
- Helga Bemmann: Humor auf Taille. Erich Kästner – Leben und Werk.  Verlag der Nation, Berlin 1983. Neuausgabe u.d.T. Erich Kästner. Leben und Werk. Ullstein, Berlin 1994.
- Andreas Drouve, Erich Kästner, Moralist mit doppeltem Boden, Marburg, Tectum, 1999, ISBN 3-8288-8038-X. (Dissertazione dell'università Philipps-Universität Marburg, 1993).
- Birgit Ebbert: Erziehung zu Menschlichkeit und Demokratie. Erich Kästner und seine Jugendzeitschrift ‚Pinguin‘ im Erziehungsgefüge der Nachkriegszeit. Peter Lang, Frankfurt 1994, ISBN 3-631-47153-X, (Dissertation der Universität Bonn, 1993).
- Luiselotte Enderle: Kästner – Eine Bildbiographie. Kindler, München 1960. Neuauflage, um eine Bibliografie ergänzt von Helmut Riege als: Erich Kästner in Selbstzeugnissen und Bilddokumenten. Rowohlt, Reinbek 1966, ISBN 3-499-50120-1.
- (DE) Martin Glaubrecht, Kästner, Erich, in Neue Deutsche Biographie, vol. 10, Berlin, Duncker & Humblot, 1974, ISBN 3-428-00191-5,  pp. 737 -740 (online).
- Franz Josef Görtz, Hans Sarkowicz: Erich Kästner – Eine Biographie. Piper, München/Zürich 1998, ISBN 978-3-492-03890-4.
- Sven Hanuschek: Erich Kästner. Hanser Verlag, München 1999, ISBN 978-3-446-19565-3 (diverse Taschenbuchausgaben).
- Sven Hanuschek, Silke Becker und Ulrich von Bülow (Hrsg.) Erich Kästner, das blaue Buch, geheimes Kriegstagesbuch 1941-1945, Zürich 2018.
- Sven Hanuschek (Hrsg.): Erich Kästner. Resignation ist kein Gesichtspunkt. Politische Reden und Feuilletons. Atrium Verlag. Zürich 2023, ISBN 978-3-85535-133-6.
- Sven Hanuschek: Keiner blickt dir hinter das Gesicht. Das Leben Erich Kästners Hanser Verlag. München 2024, ISBN 978-3-446-27987-2.
- Günter Helmes: Erich Kästner als Medienautor: Die Drehbücher zu den Filmen „Münchhausen“ und „Dann schon lieber Lebertran“. In: Jahrbuch zur Kultur und Literatur der Weimarer Republik, Bd. 11, 2007, S. 167–181, ISSN 1618-2464 (WC · ACNP).
- Thomas O. H. Kaiser: „Parole Emil!“: Über Erich Kästner. Leben – Werk – Wirkung. Verlag BoD – Books on Demand, 2019, ISBN 3-7347-8317-8.
- Klaus Kordon: Die Zeit ist kaputt – Erich Kästner. Beltz und Gelberg, Weinheim 1998, ISBN 3-407-78782-0.
- Volker Ladenthin: Erich Kästners Bemerkungen über den Realismus in der Prosa. Ein Beitrag zum poetologischen Denken Erich Kästners und zur Theorie der Neuen Sachlichkeit. In: Wirkendes Wort 38 (1988), S. 62–77.
- Tobias Lehmkuhl]: Der doppelte Erich. Kästner im Dritten Reich. Rowohlt Berlin, Berlin 2023, ISBN 978-3-7371-0150-9.
- Sylvia List (Hrsg.): Das große Erich-Kästner-Buch. Mit einem Geleitwort von Hermann Kesten. Von und über Erich Kästner in Texten und Bildern. Piper, München 1975, ISBN 3-492-02139-5. Neuausgabe Piper 1987, dtv 1998. Neuausgabe Atrium, Zürich 2002, ISBN 3-85535-945-8.
- Dieter Mank: Erich Kästner im nationalsozialistischen Deutschland 1933–1945: Zeit ohne Werk? (= Deutsche Sprache und Literatur, Bd. 418). Peter Lang, Bern / Frankfurt am Main 1981, ISBN 3-8204-7072-7, (Dissertazione dell'università Johann Wolfgang Goethe-Universität Frankfurt am Main, 1980).
- Uwe Neumahr: Erich Kästner gebrochenes Versprechen. In: Das Schloss der Schriftsteller. Nürnberg '46 Treffen am Abgrund. Verlag C. H. Beck, München 2023, ISBN 978-3-406-79145-1, S. 83–100.
- Dagmar Nick (Hrsg.): Edmund Nick. Das literarische Kabarett »Die Schaubude« 1945–1948. Seine Geschichte in Briefen und Songs. edition monacensia im Allitera Verlag, München 2004, ISBN 3-86520-026-5,  Erich Kästner..
- Isa Schikorsky:  Erich Kästner. dtv, München 1998, ISBN 3-423-31011-1.
- Werner Schneyder: Erich Kästner. Ein brauchbarer Autor. Kindler, München 1982, ISBN 3-463-00844-0.